# Заяц Микола Пилипович
Мико́ла Пили́пович За́яць (24 листопада 1885 — 16 грудня 1949) — радянський флотоводець, флагман 2-го рангу (28.03.1939), контрадмірал (04.06.1940).

## Біографія
Народився в селі Лапічи, нині Осиповицького району Могильовської області Білорусі, в селянській родині. Білорус.
Закінчив школу арт. кондукторів при Учеб. загоні БФ (1908—1909), курси арт. старшин (1915), штурманський клас Спеціальних курсів комскладу ВМС РСЧА (11.1923-2.1925), тактичні курси при Військово-морської академії ім. К. Е. Ворошилова (1932).
На службі з 1908. Матрос, арт. старшина, кондуктор КР «Богатир» Балтійського флоту. Учасник 1-ї світової війни.
Після Жовтневого перевороту продовжив службу в РСЧФ на КР. Вахтовий начальник (11.1917-6.1920). Брав участь у Льодовому поході Балтійського флоту 1918. В роки Громадянської війни учасник оборони Петрограда при наступі військ генерала М. Н. Юденича (1919). Командир батареї форту «Краснофлотський» (6.1920-4.1921), батареї Шліссельбурзької фортеці (4-5.1921), старший артилерист (5.1921-4.1922), старший помічник командира (4.1922-11.1923) КЛ «Хоробрий» (з 12.1922 — «Червоний Прапор»), штурман тієї ж ПЛ (2.1925-4.1926), старший помічник командира есмінця «Сталін» (4-6.1926), флагштурман дивізіону есмінців (6-9.1926), старший помічник (9.1926-12.1927), командир (12.1927-2.1931) есмінця «Ленін», дивізіону есмінців (2.1931-6.1932) МСБМ. Командир крейсера «Червоний Кавказ» (6.1932-8.1937), бригади КР (8.1937-4.1939), начальник управління тилу Чорноморського флоту з квітня 1939.
Під час радянсько-німецької війни повернувся на колишню посаду. У розпорядженні НК ВМФ (6-8.1942). Голова постійної приймальної комісії при НК ВМФ з серпня 1942.
Згідно з інформацією «Нової газети», 29 червня 1942 року [Архівовано 3 липня 2018 у Wayback Machine.] дав наказ про підрив медсанбатів № 47 і 427 Приморської армії в Інкерманських штольнях «Шампанвинстроя», внаслідок чого загинуло понад 3000 поранених бійців Червоної Армії і мирних жителів. У липні 1942 року разом з командним складом Приморської армії і Чорноморського флоту втік з Севастополя, кинувши в оточенні більше 80 тисяч солдатів і офіцерів Приморської армії, моряків Чорноморського флоту.
З подання до ордену Нахімова I ступеня на Зайця Миколи Пилиповича: «До червня 1942 обіймав посаду начальника тилу Чорноморського флоту, у найтяжчу пору для Чорноморського флоту, коли флот поступово відходив на схід, що викликало виняткові труднощі при забезпеченні військово-морських баз і флоту в цілому всіма видами озброєння, боеснабжения і постачання взагалі. Незважаючи на виняткові труднощі Чорноморський флот незмінно виходив з положення в питаннях забезпечення всім необхідним. З 1942 т. Заяц з успіхом керує комісією з прийому знову споруджуваних судів, тим самим сприяючи збільшенню і зростанню бойового складу діючих судів і флотилій».
Після закінчення війни залишався на тій же посаді. Голова постійної комісії Держприймання кораблів при главкомі ВМС з грудня 1947.
Похований на  Новодівичому кладовищі.

## Нагороди
За участь у Першій світовій війні нагороджений Георгіївським хрестом 4-го ступеня (15.07.1915) та Георгіївською медаллю 4-го ступеня (24.01.1915).
Нагороджений двома орденами Леніна (29.12.1940, 21.02.1945), трьома орденами Червоного Прапора (22.07.1944, 03.11.1944, 1947), орденом Нахімова 1-го ступеня (28.06.1945) і медалями.